# Allan Jacob Erslev
Allan Jacob Erslev (* 20. April 1919 in Gentofte, Dänemark; † 12. November 2003 in Haverford, Pennsylvania, USA) war ein dänischer Arzt und Physiologe. Er gilt als einer der Väter der modernen Hämatologie.

## Leben
Erslev studierte Medizin ab 1937 an der Universität von Kopenhagen, an der er auch 1945 promoviert wurde. Nach kurzzeitiger Tätigkeit als praktischer Arzt in Kopenhagen emigrierte er 1946 in die USA, wo er zunächst in verschiedenen Hospitälern in New York praktizierte. Seine wissenschaftlichen Arbeiten nahm er am Memorial Sloan-Kettering Cancer Center in Manhattan auf, bevor er in den frühen 1950er Jahren zum New Haven Hospital an die renommierte Yale University wechselte. Dort begann er mit klassischen Experimenten, die nach und nach die Regulation der Produktion von Erythrozyten entschlüsselten. Einige Jahre seiner intensivsten Forschung leistete er am Thorndike Memorial Laboratory in Boston, wo er zugleich als Honorarprofessor für Medizin an der Harvard University dozierte. 1959 wurde er in die Cardeza Foundation for Hematologic Research am Jefferson Medical College der Thomas Jefferson University in Philadelphia berufen, deren Direktion er von 1963 bis zu seiner Pensionierung 1985 innehatte.
Seine wissenschaftlich bedeutendste Entdeckung war 1953 die des Hormons Erythropoetin, dessen Existenz er in änemischem Blutplasma nachwies. Erslev konnte durch denkbar einfache Versuchsanordnungen demonstrieren, dass entsprechendes Plasma nach Infusion in gesunde Versuchstiere die Produktion von roten Blutkörperchen beschleunigte. Diese Pionierarbeiten führten bald zu Erkenntnissen, die die Kopplung zwischen der Anzahl roter Blutkörperchen (Hämatokrit) und der Sauerstoffspannung in Blut und Zellgewebe bewiesen und die Nieren als Organe der nativen EPO-Produktion lokalisierten. Erslev erkannte schon sehr früh die therapeutischen Möglichkeiten im medikamentösen Einsatz von EPO bei der Behandlung der renalen Änemie, doch es sollten noch rund 30 Jahre vergehen, bevor das Erythropoetin-Gen entschlüsselt, cloniert und EPO in großen Mengen durch Rekombinationstechniken biotechnologisch hergestellt werden konnte.
Erslev war beinahe ein halbes Jahrhundert mit seiner Frau Betsy (geborene Lewis; † 1995) verheiratet, mit der er vier Kinder hatte.